# Euphrasia calida
Euphrasia calida là loài thực vật có hoa thuộc họ Cỏ chổi. Loài này được Yeo mô tả khoa học đầu tiên năm 1971.